# Eko alter
Eko alter (znan tudi kot Tenstan krumper je kul) je studijski album ljubljanske alternativne rock skupine Srečna mladina, izdan 27. januarja 1996 v obliki kasete. Album danes ni več v prodaji.

## Seznam pesmi
| Št.             | Naslov          | Besedilo        | Glasba          | Dolžina |
| --------------- | --------------- | --------------- | --------------- | ------- |
| 1.              | „Kras‟          | Tomi Demšer     | Srečna mladina  | 4:30    |
| 2.              | „Nepravda‟      | Demšer          | Srečna mladina  | 2:26    |
| 3.              | „Zbogom‟        | Rački           | Srečna mladina  | 2:39    |
| 4.              | „Za vedno‟      | Dejan Z.        | Andrej Zavašnik | 3:19    |
| 5.              | „Irida‟         |                 |                 | 3:23    |
| 6.              | „Sava‟          |                 |                 | 5:39    |
| 7.              | „Bolečina‟      |                 |                 | 3:31    |
| 8.              | „Kriza‟         |                 |                 | 6:09    |
| 9.              | „Dudek‟         |                 |                 | 2:15    |
| 10.             | „Bela žena‟     |                 |                 | 8:32    |
| Skupna dolžina: | Skupna dolžina: | Skupna dolžina: | Skupna dolžina: | 43:23   |

## Zasedba

### Srečna mladina
- Tomi Demšer — vokal, bas kitara
- Vladimir Mihajlović — kitara, spremljevalni vokal
- Andrej Zavašnik — bobni, vokal (4), spremljevalni vokal
- Tim Kostrevc — saksofon, spremljevalni vokal

### Gostujoči glasbeniki
- Mario Babojelić — klavir (6)
- Eda Kumer — klaviature na promociji albuma (6)